# Львівська обласна рада депутатів трудящих VI скликання
Львівська обласна рада депутатів трудящих шостого скликання — представничий орган Львівської області у 1957—1959 роках.
Нижче наведено список депутатів Львівської обласної ради 6-го скликання, обраних 3 березня 1957 року в загальних та особливих округах. Всього до Львівської обласної ради 6-го скликання було обрано 89 депутатів.
| Прізвище, ім'я, по-батькові      | Місто чи район           | Виборчий округ          | Посада | Примітки |
| -------------------------------- | ------------------------ | ----------------------- | --- | -------- |
| Баб'як Дарія Іванівна            | місто Львів              | Ленінський № 63         | майстер Львівської панчішної фабрики                                                                         |          |
| Байда Володимир Антонович        | Великомостівський район  | Великомостівський № 10  | бригадир прохідників шахти № 5 будівельного управління № 2 комбінату «Укрзахідшахтобуд»                      |          |
| Богута Ніна Дмитрівна            | місто Львів              | Шевченківський № 84     | робітниця Львівської трикотажної фабрики № 2                                                                 |          |
| Бойко Костянтин Петрович         | Івано-Франківський район | Івано-Франківський № 26 | 1-й заступник голови Львівського облвиконкому                                                                |          |
| Борсук Володимир Мойсейович      | Забузький район          | Забузький № 21          | прохідник Червоноградської шахти № 1 Великомостівського будівельного управління комбінату «Укрзахідшахтобуд» |          |
| Буряк Зінаїда Петрівна           | місто Львів              | Шевченківський № 83     | робітниця Львівського склозаводу № 1                                                                         |          |
| Власенко Олександр Васильович    | Бібрський район          | Бібрський № 1           | начальник Львівського обласного управління сільського господарства                                           |          |
| Воскобійник Таїсія Петрівна      | місто Львів              | Червоноармійський № 67  | завідувачка навчальної частини середньої школи № 4 міста Львова                                              |          |
| Гаяс Марія Дмитрівна             | Перемишлянський район    | Перемишлянський № 43    | ланкова колгоспу імені Леніна Перемишлянського р-ну                                                          |          |
| Гірний Йосип Іванович            | Бродівський район        | Бродівський № 4         | голова Бродівського райвиконкому                                                                             |          |
| Гнатович Петро Іванович          | Великомостівський район  | Великомостівський № 11  | завідувач ферми колгоспу імені Будьонного Великомостівського р-ну                                            |          |
| Гнидюк Микола Якимович           | Сокальський район        | Сокальський № 55        | 1-й секретар Сокальського райкому КПУ                                                                        |          |
| Головченко Григорій Іванович     | Красненський район       | Красненський № 30       | начальник управління Львівської залізниці                                                                    |          |
| Горбатюк Іван Олексійович        | місто Львів              | Залізничний № 78        | машиніст депо Львів-Схід Львівської залізниці                                                                |          |
| Грабовський Мирослав Васильович  | місто Львів              | Залізничний № 75        | слюсар заводу «Львівсільмаш»                                                                                 |          |
| Гулян Степан Іванович            | місто Львів              | Шевченківський № 81     | слюсар Львівського заводу приводних пресів                                                                   |          |
| Демидонт Микола Михайлович       | Забузький район          | Забузький № 20          | бригадир колгоспу імені Ворошилова Забузького р-ну                                                           |          |
| Джугало Володимир Федорович      | Городоцький район        | Городоцький № 16        | секретар Львівського обкому КПУ                                                                              |          |
| Добровольський Семен Степанович  | Куликівський район       | Куликівський № 32       | 1-й секретар Куликівського райкому КПУ                                                                       |          |
| Дроб'язко Дарія Дмитрівна        | місто Львів              | Ленінський № 65         | письменниця                                                                                                  |          |
| Дуда Степан Андрійович           | Брюховицький район       | Брюховицький № 6        | бригадир будівельної бригади колгоспу імені 1 Травня Брюховицького р-ну                                      |          |
| Дудикевич Богдан Корнилович      | місто Львів              | Ленінський № 62         | директор Львівського філіалу Центрального музею В.І.Леніна                                                   |          |
| Ейсмонт Михайло Архипович        |                          | особливий округ         | начальник штабу прикордонних військ КДБ при РМ СРСР Південно-Західного округу?, генерал-майор                |          |
| Єременко Степан Іванович         | Підкамінський район      | Підкамінський № 45      | завідувач Львівського обласного фінансового відділу                                                          |          |
| Єремко Ольга Іванівна            | Радехівський район       | Радехівський № 52       | голова Радехівського райвиконкому                                                                            |          |
| Жук Зіновія Іванівна             | Золочівський район       | Золочівський № 23       | швея-бракувальниця Золочівської швейної фабрики                                                              |          |
| Калецька Катерина Герасимівна    | Бібрський район          | Бібрський № 2           | пташниця колгоспу імені Крупської Бібрського р-ну                                                            |          |
| Кармаліта Антон Федорович        | Заболотцівський район    | Заболотцівський № 18    | голова Заболотцівської сільської ради Заболотцівського р-ну                                                  |          |
| Кіх Марія Семенівна              | Золочівський район       | Золочівський № 24       | заступник голови Львівського облвиконкому                                                                    |          |
| Кіщак Парасковія Григорівна      | Рава-Руський район       | Рава-Руський № 51       | завідувачка ферми колгоспу імені Кірова Рава-Руського р-ну                                                   |          |
| Климов Гліб Васильович           | місто Львів              | Залізничний № 79        | голова Львівської обласної ради професійних спілок                                                           |          |
| Клюк Ганна Іллівна               | Винниківський район      | Винниківський № 13      | доярка колгоспу імені Леніна села Чишки Винниківського р-ну                                                  |          |
| Коваль Федір Тихонович           | місто Львів              | Червоноармійський № 71  | 1-й секретар Львівського міськкому КПУ                                                                       |          |
| Ковальський Василь Трохимович    | Лопатинський район       | Лопатинський № 34       | голова колгоспу імені Сталіна Лопатинського р-ну                                                             |          |
| Козланюк Петро Степанович        | місто Львів              | Залізничний № 80        | голова правління Львівського відділення Спілки письменників України                                          |          |
| Колесса Микола Філаретович       | місто Львів              | Ленінський № 61         | директор Львівської державної консерваторії імені Миколи Лисенка                                             |          |
| Комаров Володимир Миколайович    |                          | особливий округ         | 1-й заступник командувача військ Прикарпатського військового округу, генерал-полковник                       |          |
| Корецький Василь Степанович      | Глинянський район        | Глинянський № 14        | директор Глинянської МТС                                                                                     |          |
| Корзенкова Олександра Василівна  | місто Львів              | Залізничний № 77        | майстер Львівського заводу автонавантажувачів                                                                |          |
| Кошевський Петро Сидорович       | Рава-Руський район       | Рава-Руський № 50       | 2-й секретар Львівського обкому КПУ                                                                          |          |
| Крип'якевич Іван Петрович        | місто Львів              | Ленінський № 60         | директор Інституту суспільних наук АН УРСР                                                                   |          |
| Криштомполь Євген Васильович     | Поморянський район       | Поморянський № 47       | бригадир тракторної бригади Поморянської МТС                                                                 |          |
| Кручкевич Іван Васильович        | Кам'янсько-Бузький район | Кам'янсько-Бузький № 28 | голова колгоспу імені Богдана Хмельницького села Незнанів Кам'янсько-Бузького р-ну                           |          |
| Кулик Володимир Васильович       | Нестеровський район      | Нестеровський № 38      | 1-й секретар Львівського обкому ЛКСМУ                                                                        |          |
| Кулик Михайло Іванович           | Олеський район           | Олеський № 41           | тракторист Ожидівської МТС Олеського райну                                                                   |          |
| Кушнєрова Олександра Василівна   | Радехівський район       | Радехівський № 53       | секретар Львівського облвиконкому                                                                            |          |
| Лазуренко Михайло Костянтинович  | Кам'янсько-Бузький район | Кам'янсько-Бузький № 27 | 1-й секретар Львівського обкому КПУ                                                                          |          |
| Левицька Марія Іванівна          | Новояричівський район    | Новояричівський № 40    | доярка колгоспу імені Щорса Новояричівського р-ну                                                            |          |
| Левкут Теодор Семенович          | місто Львів              | Залізничний № 76        | токар Львівського паровозо-вагоноремонтного заводу                                                           |          |
| Лобан Федір Макарович            |                          | особливий округ         | військовий політпрацівник військової частини 13700                                                           |          |
| Лукашин Петро Тимофійович        |                          | особливий округ         | член Військової Ради – начальник Політуправління Прикарпатського військового округу, генерал-полковник       |          |
| Луник Микола Павлович            | Поморянський район       | Поморянський № 46       | голова правління Львівської облспоживспілки                                                                  |          |
| Максимович Микола Григорович     | місто Львів              | Червоноармійський № 73  | директор Львівського політехнічного інституту                                                                |          |
| Манчук Любов Михайлівна          | Краковецький район       | Краковецький № 29       | голова Краковецького райвиконкому                                                                            |          |
| Марченко Ганна Степанівна        | місто Львів              | Червоноармійський № 72  | машиніст турбіни Львівської електростанції                                                                   |          |
| Мацько Григорій Юрійович         | Івано-Франківський район | Івано-Франківський № 25 | свинар колгоспу імені Ілліча Івано-Франківського р-ну                                                        |          |
| Мельничук Юрій Степанович        | місто Львів              | Ленінський № 59         | головний редактор журналу «Жовтень»                                                                          |          |
| Мосейчук Герасим Федорович       | Глинянський район        | Глинянський № 15        | заступник голови Львівського облвиконкому                                                                    |          |
| Москва Парасковія Степанівна     | Нестеровський район      | Нестеровський № 37      | доярка колгоспу імені Шевченка села Сопошин Нестеровського р-ну                                              |          |
| Нетименко Іван Іванович          | Заболотцівський район    | Заболотцівський № 19    | прокурор Львівської області                                                                                  |          |
| Овсянко Петро Федорович          | місто Львів              | Залізничний № 74        | голова Львівського міськвиконкому                                                                            |          |
| Овчаренко Михайло Микитович      | Бродівський район        | Бродівський № 3         | начальник Львівського обласного статистичного управління                                                     |          |
| Огородник Михайло Миронович      | місто Львів              | Червоноармійський № 70  | свердлувальник Львівського заводу приладів                                                                   |          |
| Оліщук Петро Григорович          | Сокальський район        | Сокальський № 54        | голова колгоспу імені Конєва Сокальського р-ну                                                               |          |
| Онацько Катерина Іванівна        | Немирівський район       | Немирівський № 36       | доярка колгоспу імені Хрущова Немирівського р-ну                                                             |          |
| Осипова Олександра Павлівна      | місто Львів              | Червоноармійський № 69  | робітниця Львівського електролампового заводу                                                                |          |
| Палагін Григорій Федорович       |                          | особливий округ         | генерал-майор                                                                                                |          |
| Петрушко Владислав Іванович      | Яворівський район        | Яворівський № 57        | голова Львівської обласної планової комісії                                                                  |          |
| Полуйко Софія Андріївна          | Брюховицький район       | Брюховицький № 7        | завідувачка ферми колгоспу імені Калініна Брюховицького р-ну                                                 |          |
| Ромака Афанасій Іванович         | Буський район            | Буський № 8             | голова Буського райвиконкому                                                                                 |          |
| Романицький Борис Васильович     | місто Львів              | Ленінський № 66         | артист Львівського театру імені Марії Заньковецької                                                          |          |
| Руський Іван Михайлович          | Новомилятинський район   | Новомилятинський № 39   | голова колгоспу імені ХХ з'їзду КПРС села Банюнин Новомилятинського р-ну                                     |          |
| Славінська Таїсія Федорівна      | Городоцький район        | Городоцький № 17        | головний зоотехнік Городоцької МТС                                                                           |          |
| Слюсаренко Віталій Андрійович    | Забузький район          | Забузький № 22          | секретар Львівського обкому КПУ                                                                              |          |
| Соколовська Христина Йосипівна   | Брюховицький район       | Брюховицький № 5        | бригадир обрізувальних верстатів Львівської фанерної фабрики                                                 |          |
| Стадницька Варвара Лук'янівна    | Магерівський район       | Магерівський № 35       | ланкова колгоспу імені Дзержинського Магерівського р-ну                                                      |          |
| Стасьо Марта Степанівна          | Яворівський район        | Яворівський № 58        | доярка колгоспу імені Івана Франка Яворівського р-ну                                                         |          |
| Стефаник Семен Васильович        | Винниківський район      | Винниківський № 12      | голова Львівського облвиконкому                                                                              |          |
| Ступницький Леонід Васильович    | Куликівський район       | Куликівський № 33       | редактор газети «Вільна Україна»                                                                             |          |
| Тиндик Антон Павлович            | місто Львів              | Шевченківський № 82     | майстер цеху Львівської взуттєвої фабрики                                                                    |          |
| Трегуб Софія Гнатівна            | місто Львів              | Ленінський № 64         | керівник відділення акушерства і гінекології Інституту охматдиту                                             |          |
| Федевич Андрій Васильович        | Пустомитівський район    | Пустомитівський № 49    | бригадир колгоспу імені Кагановича Пустомитівського р-ну                                                     |          |
| Хамула Агафія Федорівна          | Красненський район       | Красненський № 31       | ланкова колгоспу імені Лесі Українки Красненського р-ну                                                      |          |
| Цюпа Анастасія Лук'янівна        | Великомостівський район  | Великомостівський № 9   | свинарка колгоспу «Ленінський шлях» Великомостівського р-ну                                                  |          |
| Чичик Петро Миколайович          | Підкамінський район      | Підкамінський № 44      | бригадир колгоспу імені Жданова Підкамінського р-ну                                                          |          |
| Чуб Григорій Васильович          | Пустомитівський район    | Пустомитівський № 48    | заступник голови Львівського облвиконкому                                                                    |          |
| Шевченко Володимир Григорович    | Перемишлянський район    | Перемишлянський № 42    | начальник Львівського обласного управління КДБ УРСР                                                          |          |
| Шинкарук Дмитро Феофанович       | Щирецький район          | Щирецький № 56          | агроном колгоспу «Перемога» Щирецького р-ну                                                                  |          |
| Юзьків (Коссак) Лідія Олексіївна | місто Львів              | Червоноармійський № 68  | інженер Львівського відділення інституту «Теплоелектропроект»                                                |          |

29-30 березня 1957 року відбулася 1-а сесія Львівської обласної ради депутатів трудящих 6-го скликання. Головою облвиконкому обраний Стефаник Семен Васильович, 1-м заступником голови — Бойко Костянтин Петрович, заступниками голови: Чуб Григорій Васильович, Петрушко Владислав Іванович, Кіх Марія Семенівна. Секретарем облвиконкому обрана Кушнєрова Олександра Василівна.
Обрано Львівський облвиконком у складі 11 чоловік: Стефаник Семен Васильович — голова облвиконкому; Бойко Костянтин Петрович — 1-й заступник голови облвиконкому; Чуб Григорій Васильович — заступник голови облвиконкому; Петрушко Владислав Іванович — заступник голови облвиконкому; Кіх Марія Семенівна — заступник голови облвиконкому; Кушнєрова Олександра Василівна — секретар облвиконкому; Лазуренко Михайло Костянтинович — 1-й секретар Львівського обкому КПУ; Мосейчук Герасим Федорович — начальник Львівського обласного управління торгівлі; Овсянко Петро Федорович — голова Львівського міськвиконкому; Левкут Теодор Семенович — токар Львівського паровозо-вагоноремонтного заводу; Хамула Агафія Федорівна — ланкова колгоспу імені Лесі Українки Красненського р-ну.